# Achille Fraschini
Achille Fraschini (Casalpusterlengo, provincia de Lodi, Italia, 7 de abril de 1936) es un exfutbolista italiano. Se desempeñaba como centrocampista.

## Trayectoria
Se formó en el Hellas Verona, debutando con el primer equipo en la temporada 1953/54 de Serie B. El año siguiente pasó al Brescia, donde marcó 14 goles en 26 partidos. Al término de la temporada fue adquirido por el Inter de Milán, con el que hizo su debut en Serie A el 2 de octubre de 1955, con poco más de 19 años, en el partido de local ante el Pro Patria de Busto Arsizio (4-0 para los nerazzurri). Tras 9 partidos y 4 goles con el club milanés, fue cedido por una temporada a préstamo a su exequipo, el Brescia.
En 1957 pasó al Monza, donde se quedó tres temporadas. Tras un paréntesis de un año en las filas del Messina, en 1961 fichó por el Napoli, donde permaneció cuatro años, ganando la Copa Italia 1961/62. En 1965 fue transferido al Vicenza y el año siguiente pasó al Padova, donde militó por seis temporadas antes de retirarse.

## Clubes
| Club                | País   | Año         |
| ------------------- | ------ | ----------- |
| Hellas Verona FC    | Italia | 1953 - 1954 |
| Brescia Calcio      | Italia | 1954 - 1955 |
| FC Inter de Milán   | Italia | 1955 - 1956 |
| Brescia Calcio      | Italia | 1956 - 1957 |
| AS Simmenthal-Monza | Italia | 1957 - 1960 |
| ACR Messina         | Italia | 1960 - 1961 |
| SSC Napoli          | Italia | 1961 - 1965 |
| LR Vicenza          | Italia | 1965 - 1966 |
| Calcio Padova       | Italia | 1966 - 1972 |

## Palmarés

### Campeonatos nacionales
| Título      | Club       | País   | Año         |
| ----------- | ---------- | ------ | ----------- |
| Copa Italia | SSC Napoli | Italia | 1961 - 1962 |